# Eco (Währung)

Mitgliedsstaaten der WAMZ

Eco, auch ECO, ist der Name der von der Westafrikanischen Wirtschaftsgemeinschaft (ECOWAS) mit der Vertragsrevision von 1993 erneut beschlossenen gemeinsamen westafrikanischen Währung, die bereits im Jahre 2005 die bisher bestehenden Währungen ablösen sollte. Pläne für eine Währungsunion wurden bereits mehrfach verschoben, da vor allem die frankophonen Staaten der Westafrikanischen Wirtschafts- und Währungsunion (UEMOA) wenig Motivation zeigen, den CFA-Franc BCEAO aufzugeben und der Westafrikanischen Währungszone (WAMZ) beizutreten. Nur wenige Staaten waren in der Lage, die vereinbarten Konvergenzkriterien zu erfüllen.
Mitglieder der „Eco-Zone“ sind die Länder Gambia, Ghana, Guinea, Nigeria und Sierra Leone. Liberia ist am 16. Februar 2010 beigetreten. Dies sind diejenigen ECOWAS-Länder, deren Währungen nicht an den Euro gekoppelt sind (UEMOA/BCEAO-Staaten und Kap Verde).
Der Eco sollte nach jahrzehntelanger Verzögerung dann 2020 eingeführt werden. Neben den ECO-Mitgliedsstaaten und Kap Verde wollten sich auch die acht CFA-Franc BCEAO-Staaten daran beteiligen. Die zuletzt geplante Einführung der Währung im Januar 2015 war ereignislos verstrichen, ebenso der Termin 2020.
2021 wurde im Abschlusskommuniqué der 59. ordentlichen Sitzung der ECOWAS der Staats- und Regierungschefs beschlossen, die einheitliche Währung bis 2027 einzuführen.
Seit einigen Jahren gibt es bereits für den elektronischen Bankverkehr sowie bei Reiseschecks den „WAUA“ (West African Units Accounts) als gemeinsame Währung (vgl. ECU).

## Konvergenzkriterien

### Hauptkriterien
- Preisniveaustabilität (PNS): Inflationsrate von weniger als 10 Prozent
- Haushaltsdefizit (HD): weniger als 4 Prozent des Bruttoinlandsprodukts ohne Kredite
- Anschubfinanzierung durch Zentralbank (AF): nicht mehr als 10 Prozent der Steuereinnahmen des Vorjahres
- Finanzrücklagen (FR): mindestens in der Höhe des Gesamtimportwerts von drei Monaten[4]

| Staat        | PNS (2022) (in Prozent) | HD (2022) (in Prozent) | AF (2011) (in Prozent) | FR (2010) (in Monaten) | Erfüllt |
| ------------ | ----------------------- | ---------------------- | ---------------------- | ---------------------- | ------- |
| Gambia       | 11,51                   | −15,02                 | 100                    | 7                      | 1/4     |
| Ghana        | 31,89                   | −2,25                  | 60                     | 4,5                    | 2/4     |
| Guinea       | 10,49                   | −6,21                  | 140                    | 1,8                    | 0/4     |
| Liberia      | 18,85                   | −15,75                 | 75                     | 4,2                    | 1/4     |
| Nigeria      | 27,21                   | −0,72                  | 10                     | 7,8                    | 3/4     |
| Sierra Leone | 15,70                   | −10,26                 | 40                     | 5,3                    | 1/4     |

### Sekundärkriterien
- Keine lokale Schuldenaufnahme durch den Staat
- Steuer-BIP-Rate von mehr als 20 Prozent
- Ausgaben für Staatsgehälter unter 35 Prozent
- Wechselkursstabilität von maximal 15 Prozent zum Index
- Positive Zinsrate
- Staatsinvestitionen von mindestens 20 Prozent der Steuereinnahmen[4]